# Beringin Agung
Beringin Agung is een bestuurslaag in het regentschap Banyuasin van de provincie Zuid-Sumatra, Indonesië. Beringin Agung telt 1593 inwoners (volkstelling 2010).